# Álvaro Antônio Teixeira Dias
Álvaro Antônio Teixeira Dias (Belo Horizonte, 4 de junho de 1938 – Nova Lima, 3 de novembro de 2003) foi um engenheiro, empresário e político brasileiro.

## Biografia
Filho de Joaquim Teixeira Dias e de Maria da Conceição Pimentel Dias. Graduou-se em Engenharia Mecânica e Elétrica pela Universidade Federal de Minas Gerais em 1965 e após cinco anos formou-se Engenheiro Civil pela mesma instituição. Nesse interregno trabalhou na Rede Ferroviária Federal e foi chefe do setor de manutenção de equipamentos do Departamento de Estradas de Rodagem (DER) de Minas Gerais. Dirigiu também as empresas Álvaro e Fernando Prestação de Serviços Ltda. e Álvaro e Marcelo Serviços de Engenharia Ltda.
Eleito vereador na capital mineira pela ARENA em 1970, 1972 e 1976, foi presidente da Câmara Municipal e líder do prefeito Luís Verano. Restaurado o pluripartidarismo filiou-se ao PP e depois ao PMDB quando este incorporou sua antiga legenda. Eleito deputado estadual em 1982, licenciou-se para ocupar o cargo de Secretário dos Transportes no governo Tancredo Neves. Em 1985 foi eleito vice-prefeito de Belo Horizonte na chapa de Sérgio Ferrara e em 1986 foi eleito deputado federal e logo após renunciou ao mandato no executivo. Disputou sua última eleição pelo PMDB em 1988 quando perdeu a disputa pela prefeitura de Belo Horizonte apesar do apoio do governador Newton Cardoso. O pleito foi vencido pelo candidato do PSDB, Pimenta da Veiga.
Em 1990 acompanhou Hélio Garcia na criação do PRS e além da vitória deste ao governo do estado foi eleito deputado estadual sendo reeleito pelo PDT em  1994 e 1998.